# فويكان ملجكوفيتش
فويكان ملجكوفيتش هو لاعب كرة قدم صربي في مركز الوسط، ولد في 4 يونيو 1991 في بوزرفاك (صربيا) في صربيا. لعب مع نادي بارتيزان ونادي بروليتر نوفي ساد.